# F4 (entreprise)
Pour les articles homonymes, voir F4.
 (juin 2017).
Si vous disposez d'ouvrages ou d'articles de référence ou si vous connaissez des sites web de qualité traitant du thème abordé ici, merci de compléter l'article en donnant les références utiles à sa vérifiabilité et en les liant à la section « Notes et références ».
F4 est une société française qui conçoit, développe et exploite des jeux vidéo massivement connectés et des mondes online 3D. 
Elle a été créée en 2002.
Elle est basée et effectue l'ensemble de la conception et du développement à Paris, près des Champs Elysées. 
Elle est également présente en Asie, avec une présence à Hong-Kong, Pékin et Shanghai, centrée sur la commercialisation et l'exploitation de ses jeux auprès du public asiatique.

## Ludographie
- Lafuma Unlimit (2005)
- Eco: Battle with Detritus (2006)
- Lafuma Unlimit 2 (2007)
- Exalight (2009),  jeu en ligne de courses de véhicules futuristes, accessibles via un monde virtuel massivement connecté.
- Empire of Sports (1er trimestre 2009), premier monde 3D multisports et massivement multijoueurs online, actuellement en phase de "Prologue".

## Positionnement
Centrés sur des thèmes rarement abordés par les univers persistants, comme le sport et les courses de véhicules, les jeux F4 ciblent le grand public et les familles.
Ils combinent :
- une base ludique classique de MMOG, avec développement des caractéristiques et des compétences de son avatar par la pratique des activités en jeu (matches de tennis ou de foot, descentes de ski, courses de véhicules, etc.),
- des activités en jeu accessibles au plus grand nombre grâce à des univers familiers, des gameplay simples : une prise en mains rapide et des mécaniques de jeu « skill-based » (c’est-à-dire reposant sur l’adresse du joueur, ce qui les rend évolutifs),
- des outils communautaires inspirés des réseaux sociaux, permettant de créer des relations riches entre joueurs autour de leurs passions communes,
- une économie virtuelle inspirée notamment des jeux asiatiques, basée sur les micropaiements (item selling) et des micro-transactions.

## Caractéristiques
Issue de la fusion des mondes de l'ingénierie et de la créativité, F4 réunit des cultures très différentes :
- Une direction venant des cabinets ministériels et de grands groupes industriels français, porteuse de méthodes de production et de gestion de projet innovantes dans l’industrie du jeu vidéo
- Des équipes de développement de haut niveau, venues de grandes entreprises reconnues en informatique et en high tech, qui ont conçu et développé l'ensemble des technologies utilisées par les jeux massivement connectés de F4 (plateforme réseaux, technologies web, moteurs graphiques et physiques, etc.)
- Des équipes créatives (game design, graphismes) multiculturelles, soudées par leur passion pour le jeu et principalement issues de cette industrie.

## Empire of Sports
Né de la rencontre entre F4 et la société suisse Infront Sports & Media (numéro deux mondial de la gestion de droits sportifs), Empire of Sports est le premier univers virtuel multisports sur PC.
Le jeu est actuellement en phase de 'Prologue'.
Jeu de rôle massivement multijoueur (MMORPG), il permet de faire interagir et progresser sa représentation virtuelle (son avatar) au sein de la communauté des joueurs en pratiquant un ensemble de sports différents (foot, tennis, basket, ski, bobsleigh, athlétisme…)
Quoi qu’il fasse, où qu’il soit, l’avatar joue le rôle d’un sportif unique, qui progresse et évolue au fur et à mesure qu'il joue : en ville, dans le classement général, dans les classements par sport, mais aussi sur les terrains de tennis ou de foot. Le jeu réunit autant de joueurs derrière leur ordinateur que de personnages sur le terrain.
Chaque sport est un jeu à part entière, au-dessus desquels vient se rajouter un « méta jeu de rôle ». Pour chacun de ces sports, les développeurs ont créé un gameplay spécifique, une interface spécifique, des animations spécifiques… tout en leur gardant des repères communs, notamment au niveau de la prise en mains, afin de garantir la cohérence de l’ensemble.
Le mix entre RPG et action engendre son lot de challenges : pour chaque sport, la résolution des actions doit prendre en compte un très grand nombre de données, surtout pour les sports d’équipe, tout en gérant les contraintes du réseau (qui fait que chaque client affiche des choses légèrement différentes des autres à cause du lag) et celles du gameplay (qui pondère la dextérité du joueur et les compétences de son avatar).
le 21 avril 2016 il est annoncé la fin d'exploitation du jeu et l'arret définitif de celui-ci, le jeu n'était plus vraiment mis à jour depuis 2011.